# اقتصاد تركيا
يُعتبر اقتصاد تركيا من اقتصادات السوق الناشئة وفقاً لصندوق النقد الدولي.ويُعدّ من بين أكبر الاقتصادات عالميًا. وفقًا لكتاب حقائق العالم لوكالة المخابرات المركزية، تُصنَّف تركيا ضمن الدول ذات الاقتصادات الكبيرة، إلا أن تصنيفات أخرى، مثل البنك الدولي وصندوق النقد الدولي، تُدرجها ضمن الاقتصادات الناشئة.يُعرِّف الاقتصاديون وعلماء السياسة تركيا أيضاً بأنها واحدة من الدول الصناعية الحديثة في العالم. تحتل تركيا المرتبة التاسعة عشرة عالمياً من حيث إجمالي الناتج المحلي الاسمي لعام 2019، والثالثة عشرة وفقاً لتعادل القوة الشرائية.وتُعدّ تركيا دولة صناعية حديثة تلعب دوراً رئيسياً في إنتاج المنتجات الزراعيةوالمنسوجات والسيارات ومعدات النقل ومواد البناء والإلكترونيات الاستهلاكية والأجهزة المنزلية.
في عام 2018، واجه الاقتصاد التركي أزمة مالية تميزت بانخفاض قيمة الليرة التركية (TRY)، وارتفاع معدلات التضخم الاقتصادي، وزيادة تكاليف الاقتراض، مما أدى إلى ارتفاع حالات التخلف عن سداد  القروض. وقد ساهمت عدة عوامل في الأزمة، من بينها العجز في الحساب الجاري، الديون الخارجية، والتطورات السياسية والاقتصادية. كما أثرت السياسات النقدية التي اعتمدتها الحكومة التركية، بقيادة الرئيس رجب طيب أردوغان، على استقرار الأسواق المالية وثقة المستثمرين، خاصة فيما يتعلق بنهج أسعار الفائدة.
على صعيد الابتكار، احتلت تركيا المرتبة 39 عالمياً في مؤشر الابتكار العالمي لعام 2023، متقدمةً بشكل ملحوظ  مقارنة بعام 2011 حيث كانت تحتل المرتبة 65. واصلت تركيا تقدمها  لتصل إلى المرتبة 37 في عام 2024، مما يعكس تحسناً في بيئة البحث والتطوير وريادة الأعمال.

## اتجاهات الاقتصاد الكلي
تركيا هي الدولة 17 من حيث الناتج المحلي الإجمالي الاسمي، و15 من حيث الناتج المحلي الإجمالي وفق تعادل القوة الشرائية. تركيا عضو مؤسس في منظمة التعاون والتنمية الاقتصادية(1961) ومجموعة العشرين للاقتصادات الكبرى (1999). منذ 31 ديسمبر 1995، وتركيا أيضًا جزء من الاتحاد الجمركي في الاتحاد الأوروبي.
خلال عقد تسعينيات القرن الماضي، كان لعدم اليقين السياسي في تركيا آثار سلبية تركت الاقتصاد تحت وطأة الدَّين المحلي والأجنبي بسبب ارتفاع التضخم، وعجز الموازنة الكبير، وارتفاع عجز الحساب الجاري. أخفقت الحكومات الائتلافية في معالجة هذه المشكلات. بعد صعوده إلى السلطة في 2002، وضع حزب العدالة والتنمية رؤية جديدة للاقتصاد والسياسة الداخلية والخارجية، يشار إليه إجمالًا بـ«تركيا الجديدة». أكدت الحكومة الانضباط المالي، والتحول الهيكلي، والخصخصة. خلال هذه الفترة، تعافت تركيا سريعًا من الآثار السلبية لأزمة 2001 المالية، وحققت معدل نموٍّ مطردًا. كما نجت البلاد من أزمة 2008 المالية العالمية بأقل ضرر. تسعى الحكومة لتحقيق أهدافها بحلول الذكرى المئوية لتأسيس الجمهورية. ألقت الإخفاقات السياسية بظلالها سنوات عديدة على الاقتصاد التركي مما أدى لتحقيقه أداء دون إمكاناته الكاملة. كما كان لمستويات عدم اليقين السياسي العالية خلال التسعينيات تأثير سلبي على عدد من المجالات، منها الاقتصاد. خلال هذه الفترة، تُرِك ارتفاع التضخم، وتراكم الدين الخارجي، وزيادة عجز الحساب الجاري الاقتصاد عرضة لصدمات محلية ودولية. أخفقت الحكومات الائتلافية المتعاقبة في اتخاذ التدابير اللازمة ووضع السياسات المناسبة. كانت هذه هي الظروف التي شهدت تركيا في ظلها إحدى أشد الأزمات الاقتصادية في تاريخها  عام 2001. عقب الأزمة المالية مباشرة، أسفرت انتخابات 2002 البرلمانية عن إخفاق أحزاب سياسية عديدة في تأمين تمثيل لها بالمجلس التشريعي الوطني، وهكذا فتحت الانتخابات صفحة جديدة في تاريخ البلاد السياسي. فاز حزب العدالة والتنمية فوزًا ساحقًا في انتخابات 2002، وشرع في سلسلة إصلاحات في السياسة، والاقتصاد، والسياسة الخارجية، وغيرها من المجالات الرئيسة التي يشار إليها مجتمعة بـ«تركيا الجديدة». وضعت الانتخابات نهاية لتعاقب الحكومات الائتلافية التي أعاق البلاد لمدة 11 عامًا.
بعد تولِّي السلطة أواخر 2002، اتخذ حزب العدالة والتنمية خطوات لتحقيق الاستقرار الاقتصادي والسياسي. خلال هذه الفترة، وضعت الحكومة لوائح جديدة للنظام المصرفي، بهدف الانضباط المالي وخصخصة المشروعات المملوكة للدولة. دشنت سياسات الحكومة فترة من النمو المتواصل. في هذه الأثناء، اتخذ حزب العدالة والتنمية تدابير لتعزيز المالية العامة، وزيادة فعالية المؤسسات العامة، وتجنب الوقوع في فخ الديون. خلال العقد الذي تولى فيه العدالة والتنمية الحكم، أجرت ثلاث حكومات متعاقبة إصلاحًا شاملًا للاقتصاد التركي الذي يفوق أداؤه حاليًّا أداء دول عديدة تعاني أزمات بمنطقة اليورو من حيث مختلف مؤشرات الاقتصاد الكلي.
تقدم هذه الدراسة تحليلًا لاقتصاد تركيا خلال العقد الماضي مع الإشارة لمؤشرات الاقتصاد الكلي، وتحول المالية العامة، والسياسات الاجتماعية الجديدة، وتحسن العلاقات بالمنظمات الدولية، وتغيرات الاقتصاد العالمي عقب أزمة 2008 المالية العالمية. أخيرًا، تقترح الدراسة تدابير لتحسين الوضع الحالي للاقتصاد، وتفصل أولويات تركيا تجاه أهدافها لعام 2023.

## الاستثمارات الأجنبية والنمو الاقتصادي
أدى توسع الأسواق العالمية وتوافر تمويلات منخفضة التكلفة عقب أزمة 2001 المالية إلى زيادة كبيرة في تدفق رؤوس الأموال من الأسواق المالية إلى الدول النامية. خلال هذه الفترة، جعل توفر السيولة العالمية، إلى جانب جاذبية أسعار الفائدة في تركيا، البلاد وجهة جذابة لرؤوس الأموال.1 نتيجة لذلك، سجل الاقتصاد نموًّا بنسبة 6.2 بالمئة في 2002 كاستجابة للتعافي من انكماش بلغ 5.7 بالمئة في 2001. بالمثل، شهدت البلاد نموًّا بلغت نسبته 5.3 بالمئة في 2003، و9.4 بالمئة في 2004، و8.4 بالمئة في 2005، و6.9 بالمئة في 2006. خلال هذه الفترة، لم يكن النمو الاقتصادي ناتجًا فقط عن توسع الصادرات السلعية والخدمية المصدرة، بل لانتعاش الطلب المحلي كذلك. في الوقت نفسه، ساهمت تدفقات الاستثمارات الأجنبية المباشرة في تعزيز الإنتاج المحلي. بفضل هذه الأسباب كلها، إضافةً إلى الإجراءات الوقائية وبرنامج الانضباط المالي ما بعد الأزمة، اكتسب الاقتصاد التركي مرونة ضد الصدمات الخارجية وسجل إحدى أسرع فترات النمو منذ 1950 بين 2002 و2007. (انظر الشكل1).
أثرت أزمة 2008 المالية العالمية في الاقتصاد التركي بشكل رئيس من حيث العلاقات التجارية بدرجة ما، وأدت في 2009 إلى ركود بلغ 4.8 بالمئة. نتيجة لفترة الركود، شرعت تركيا تسعى للوصول إلى أسواق جديدة على أمل إيجاد بدائل للاتحاد الأوروبي، وهو الكتلة التجارية التي تضم الغالبية العظمى من حجم التجارة الخارجية للبلاد. أسهم إنشاء صلات تجارية مع أسواق جديدة، بالإضافة إلى ازدياد حجم الطلب المحلي والصادرات في تعافي الاقتصادي التركي.
ضمنت إعادة هيكلة القطاع الحقيقي في تركيا وإعادة تنشيطه.إمكانية أن تساهم جميع قطاعاتها في النمو الاقتصادي، وأتاحت للاقتصاد أداء جيدًا للغاية في 2010 و2011. خلال هذه الفترة، سجل الاقتصاد التركي نموًّا سنويًّا بمعدل 8.5 بالمئة ليصبح ثاني أسرع اقتصاد نموًّا في العالم، بعد الصين التي بلغ نموّها 9.2 بالمئة في 2011. واصل اقتصاد تركيا وتيرة نموّه بفضل التزام الحكومة بالانضباط المالي والسياسة الاقتصادية المتّسقة، بينما تأثرت دول منطقة اليورو تأثرًا شديدًا جراء الأزمة المالية العالمية. رغم تحقيق الاقتصاد التركي نموًّا متواضعًا بلغ 2.2 بالمئة في 2012 وأخفق في تلبية التوقعات، إلا أن هذا الأداء عرض تنويعة أنشطة اقتصادية مختلفة في تركيا وأظهر حراكًا نسبيًّا لهياكل البلاد الاقتصادية.
عقب أزمة 2001 المالية وفترةِ التراجع اللاحقة، سجل الاقتصاد التركي باستمرار نموًّا سنويًّا عاليًا حتى أزمة 2008 المالية العالمية. على مدى عقد،2002–2011، شهد الاقتصاد نموًّا متوسطا بلغ 6.5 بالمئة – مما يعد أداءً قويًّا مقارنة بمتوسط نمو 4.7 بالمئة على مدى الثلاثين عامًا الماضية. وفقًا لتقديرات منظمة التعاون الاقتصادي والتنمية (OECD)، ستحقق تركيا نموًّا سنويًّا بمتوسط 6.7 بالمئة بين 2011 و2017 لتصبح أسرع بلدان المنظمة نموًّا اقتصاديًّا.2
كان لأداء البلاد القوي في النمو الاقتصادي السنوي بين 2002 و2012 تأثير إيجابي أيضًا في مستويات الناتج المحلي الإجمالي للفرد خلال نفس الفترة. في 2012، بلغ الناتج المحلي الإجمالي للفرد 10504 دولارات أمريكية مقابل 3492 دولارًا في 2002. في الوقت ذاته، عززت تركيا مكانتها بين البلدان النامية بمساعدة نموها الاقتصادي. لكن هذا التطور جعل ترويج إنتاج منتجات ذات قيمة مضافة عالية ضرورة مطلقة لهذا البلد، لضمان تراكم أكبر للمدخرات المحلية ولإتاحة نمو أكثر وتركيز جهودها على قطاع الأعمال التنافسية لتجنب الوقوع في شَرَك الدخل المتوسط، وهو مشكلة شائعة لدى الاقتصادات النامية. بحسب تصنيف البنك الدولي للدول، الذي يُعرِّف البلدان ذات الناتج المحلي الإجمالي للفرد دون 1105 دولارات بأنها «منخفضة الدخل»، والبلدان ذات الناتج المحلي الإجمالي للفرد بين 3976 و12275 دولارًا بأنها «متوسطة الدخل»، والبلدان ذات الناتج المحلي الإجمالي للفرد فوق 12276 دولارًا بأنها «مرتفعة الدخل»؛ تهدف خطة تركيا متوسطة الأجل لفترة 2013-2015 إلى زيادة الناتج المحلي الإجمالي للفرد إلى 12859 دولارًا بحلول 2015، للتصبح مصنّفة ضمن الدول مرتفعة الدخل وفقًا لمعايير البنك الدولي.
إضافة إلى التحسينات السالفة في النمو الاقتصادي، اتخذت حكومة حزب العدالة والتنمية أيضًا تدابير معينة طويلة الأجل لمعالجة ارتفاع التضخم، وهو عنصر تقليدي في الاقتصاد التركي. خلال التسعينيات، تسبّب نقص خطير في الاستقرار الاقتصادي ارتفاعًا مفاجئًا بمعدلات الفائدة قصيرة الأجل حيث ضعفت الليرة التركية وفاقم الإنفاق العام المفرط خلال مواسم الانتخابات ارتفاع التضخم. خلال هذه الفترة، تقلصت المدخرات المحلية، وزاد الطلب المحلي، مما أدى بالحكومة لتوفير الأموال بواسطة الديون الخارجية. كذلك، حدّثت الحكومة الأسعار والمرتبات على أساس مستويات تضخم السنوات السابقة، وبذلك أخفقت في معالجة عقبة هيكلية بوجه الحاجة الملحة لخفض معدلات التضخم. بالمثل، تسبّب الضعف السريع لليرة التركية خلال مسار أزمة 1994 الاقتصادية في زيادة التكاليف، بينما أجلت الحكومة ترتيبات التسعير للقطاع العام لتشهد على الفور معدلات تضخم من رقمين.3 أدى ارتفاع معدلات التضخم إلى ضعف الليرة التركية على مرّ السنين، ودفع الحكومات المتعاقبة لتلبية الاحتياجات النقدية عن طريق طباعة أوراق النقد عالية القيمة.4 قبل مضي وقت طويل، حولت هذه السياسية كل مواطن– للمفارقة- إلى مليونير. كانت برامج الإصلاح الاقتصادي لحزب العدالة والتنمية وتداعياتها رائدة لجهود تحول هياكل الاقتصاد الكلي التي سببت تضخمًا عاليًا في البلاد عقدين من الزمن.
حدد نظام استهداف التضخم الذي اعتمدته الحكومة التركية عقب أزمة 2001 المالية مستويات التضخم المنشودة وأعلنها. تحت هذا النظام، كانت أداة السياسة النقدية الأساسية المتاحة للبنك المركزي هي أسعار الفائدة قصيرة الأجل. مثلت توقعات البنك المركزي، بشأن التضخم والمؤشرات الاقتصادية الأخرى، إنذارًا مبكرًا ضد الضغوط التضخمية التي قد تنشأ مستقبلًا، وكانت بمثابة مبدأ توجيهي لمسؤولي البنك المركزي خلال عمليات صنع القرار بشأن أسعار الفائدة. أدت أزمة 2001 المالية لانصراف تركيا عن «السياسة النقدية القائمة على أساس أسعار الصرف المستهدفة» واعتماد سياسة «استهداف التضخم» بديلًا عنها. سمح هذا النهج للاقتصاد التركي بتسجيل معدل تضخم أحادي الرقم (9.4 بالمئة) في 2004، عقب معدل تضخم رهيب بلغ 54.4 بالمئة في 2001. دفع الانتعاش السريع للاقتصاد، مقترنًا بالإرادة السياسية والدعم الشعبي والاستقرار الاقتصادي، حكومة حزب العدالة والتنمية في 2005 إلى إصدار قرار بإسقاط ستة أصفار من الليرة التركية.

## تأثير الأزمة المالية العالمية عام 2008 على الاقتصاد
أثرت الأزمة المالية العالمية التي اندلعت في عام 2008 على استقرار معدلات التضخم في تركيا، حيث حالت دون الحفاظ على المعدلات ضمن النطاق الأحادي. ففي عام 2008، ارتفع معدل التضخم في البلاد إلى 10.1%، قبل أن يتراجع مجددًا إلى معدلات أحادية في عامي 2009 و2010.
وفي عام 2010، سُجّل معدل تضخم سنوي بلغ 6.4%. غير أن تضخم الأسعار شهد تصاعدًا في عام 2011 نتيجة لصدمات مفاجئة في الطلب، ناجمة عن ارتفاع أسعار السلع غير المعالجة مثل المواد الغذائية، إلى جانب النفط والذهب، وهي عوامل خارج نطاق السيطرة المباشرة للسياسة النقدية. وقد بلغ معدل التضخم في ذلك العام 10.45%.
وفي عام 2012، عاد معدل التضخم إلى الانخفاض، مسجّلًا 6.16%، وهو أدنى مستوى يتم تسجيله منذ عام 1968.

## الديون الخارجية وعجز الموازنة
ساعد تأسيس الانضباط المالي في تركيا عقب انتخابات 2002 البرلمانية في خفض عجز موازنة البلاد، وبالتالي تحسين التوازنات المالية العامة. اعتمدت حكومة حزب العدالة والتنمية برنامج تقشف في 2003 لخفض التضخم وعجز الموازنة. مثلت الصدقية والشفافية وقابليتها للتوقع خصائص ثابتة للموازنات السنوية لحكومة العدالة والتنمية بين 2002 و2012. ركزت السياسة الاقتصادية للحكومة على الخصخصة الشاملة للمشروعات المملوكة للدولة، وبذلت جهودًا لخفض الإنفاق العام. بين 2004 و2007، واصلت الحكومة تنفيذ برنامج اقتصادي ركز على تدابير تقليص تبعات المالية العامة. في مجال السياسة المالية، عملت الحكومة على تبسيط التشريعات الضريبية، وألغت عفوًا ضريبيًّا من بدايات العقد الماضي، ووضعت بدلًا منه برنامج "السلام الضريبي" الذي رفع عدد دافعي الضرائب لتوسيع قاعدتها الضريبية. ساعدت عائدات الضرائب الإضافية الناجمة عن هذه الخطوات في تمويل تنفيذ الحكومة لبرنامج اقتصادي جديد. تعكس الخطة متوسطة الأجل أيضًا التزام الحكومة بالانضباط المالي إزاء الماليات العامة. قدرت الخطة انخفاضًا في نسبة الإنفاق الحكومي إلى الناتج المحلي الإجمالي يبلغ 1.8 بالمئة في 2015.
مثلت القروض الخارجية الفادحة تحديًا خطيرًا للاقتصاد التركي ردحًا من الزمن. خلال التسعينيات، أدى تراكم ديون تركيا الخارجية الضخمة إلى عدم كفاية الاستثمار الأجنبي، ومن ثم إلى تباطؤ ملحوظ في نمو الناتج المحلي الإجمالي. كما أدت الديون الخارجية للبلاد، بجانب اعتماد الحكومة على عائدات ضرائب الأرباح القائمة على الاستثمار لتغطية مدفوعات الفائدة، إلى اعتقاد المستثمرين الأجانب بأن تركيا ستفرض ضرائب أكثر على عملياتهم في المستقبل، وامتنعوا من ثم عن الاستثمار في البلاد. مع عدم قدرتها على جذب الاستثمارات الأجنبية، شهدت تركيا صعوبات أكبر في سداد ديونها الخارجية وانخفاضًا كبيرًا في تدفق العملات الأجنبية. في حين ارتفعت أسعار الفائدة الحقيقية وأسعار العملات الأجنبية مما فاقم الوضع، وسبب تراكم الديون الخارجية الثقيلة على تركيا التي سيستغرق سدادها سنوات. إلى جانب التوقعات المحفوفة بالمخاطر المتعلقة بتركيا في الأسواق العالمية، زادت تقييمات المؤسسات الدولية للتصنيف الائتماني تكلفة اقتراض البلاد. وأدت سلسلة من الحكومات الائتلافية قصيرة الأجل، مقترنة بانتخابات متكررة، بين 1990 و2001 لعدم الاستقرار السياسي والاقتصادي.
نجح حزب العدالة والتنمية في خفض نسبة الدين الخارجي إلى الناتج المحلي الإجمالي لضمان قدرة البلاد على سداد ديونها الخارجية والتزاماتها نحوها. ساعدت السياسات الحكومية منذ 2002، مع زيادة كبيرة في الناتج المحلي الإجمالي السنوي وحجم الصادرات أيضًا، على تحسين مؤشرات المديونية. بل ونجحت تركيا في تحقيق مرتبة ائتمانية أعلى من مختلف الدول الأوروبية. بينما بلغت نسبة صافي الدين الخارجي إلى الناتج المحلي الإجمالي 38.4 بالمئة في 2002، انخفضت النسبة إلى 24.2 بالمئة بحلول 2012. كذلك، انخفضت نسبة صافي ديون القطاع العام الخارجية إلى الناتج المحلي الإجمالي من 25.2 بالمئة في 2002 إلى 0.6 بالمئة في 2011. وانخفضت النسبة إلى الصفر في 2012.
كذلك، سيسفر تحليل الديون الاسمية للإدارة العامة لتركيا – بحسب تعريف الاتحاد الأوروبي – عن معلومات مهمة، ويسمح بمقارنة تركيا بدول الاتحاد الأوروبي بحسب معايير ماستريخت، التي تُعد شرطًا مسبقًا للانضمام للوحدة الاقتصادية والنقدية بالاتحاد الأوروبي. فبينما تشترط معايير ماستريخت ألا يتجاوز سقف الدين 60 بالمئة من الناتج المحلي الإجمالي السنوي لأي بلد، فإن نسبة ديون تركيا إلى الناتج المحلي الإجمالي لم تتجاوز هذا السقف منذ 2004. مقارنة بتعريف الاتحاد الأوروبي لنسبة ديون الإدارة العامة في تركيا إلى الناتج المحلي الإجمالي البالغة 74 بالمئة في 2002، حققت تركيا أداءً جيدًا بتقليل النسبة إلى 59.6 بالمئة في 2004، و36.9 بالمئة بحلول 2012. في هذا الصدد، ستكشف جميع المؤشرات الاقتصادية أن هذا الانخفاض الكبير في نسبة الدين إلى الناتج المحلي الإجمالي يعود إلى تركيز البلاد الثابت على الانضباط المالي والأداء الاقتصادي القوي، رغم تفاوت التعريفات. في حين ضربت الأزمة المالية العالمية الاقتصادات الأوروبية، تناول الاقتصاد التركي الوضع بنجاح، وأصبح عرضة للحد الأدنى من تداعيات الأزمة فقط.
أظهرت بيانات الخزانة التركية في 17 آب 2020، أن الحكومة سجلت عجزًا في ميزانيتها بلغ 29.7 مليار ليرة، أي 4.02 مليار دولار في شهر تموز. وبلغ العجز الأولي بدون مدفوعات الفوائد 21.2 مليار ليرة. تجاوز عجز الموازنة لعام 2020 ما توقعته الحكومة، حيث بلغ 139.1 مليار ليرة.

## العودة إلى النمو ونظام الرعاية الاجتماعية
شهد الاقتصاد التركي نموًا مطّردًا منذ عام 2001، إلا أن معدل البطالة ظل مستقرًا عند نحو 10% بين عامي 2002 و2007. ومع ذلك، بدأت التدابير الاقتصادية طويلة الأجل تؤتي ثمارها في السنوات التالية. فإلى جانب نجاح الحكومة في إدارة تداعيات الأزمة المالية العالمية، أسهمت هذه التدابير في خفض معدل البطالة إلى 9.3% في عام 2013، ثم إلى 8.7% في عام 2014، بحسب تقديرات منظمة التعاون والتنمية الاقتصادية (OECD)، وهو معدل أدنى من متوسط البطالة في دول منطقة اليورو. ووفقًا للخطة متوسطة الأجل، كان من المتوقع أن ينخفض معدل البطالة إلى 8.7% بحلول عام 2015.
في أعقاب عام 2001، أُنشئ في تركيا نظام موسّع للمساعدات الاجتماعية تضمن شبكة من برامج الرعاية الاجتماعية، جرى تنفيذها من خلال عدد من المؤسسات والوكالات الحكومية. وخلال هذه الفترة، خصصت الحكومة موارد مالية إضافية لهذه البرامج بهدف الحد من المخاطر الاقتصادية التي تواجهها الأسر ذات الدخل المنخفض. وفي هذا الإطار، أنفق مشروع تخفيف المخاطر الاجتماعية (SRMP) نحو 500 مليون دولار بين عامي 2001 و2006 على رصد مستويات الفقر والحد منها، بالإضافة إلى تعزيز القدرات المؤسسية للجهات المعنية.
كما وفر نظام المساعدات الاجتماعية تغطية لنفقات العلاج للأسر منخفضة الدخل، وقدم مساعدات نقدية وعينية مخصصة للأطفال، والطلاب، وكبار السن، وذوي الإعاقة.
علاوة على ذلك، خصصت الحكومة تمويلًا إضافيًا للوكالات الرسمية التي تقدم خدمات اجتماعية أساسية للأسر المحتاجة. وفي هذا الإطار، أُطلق برنامج التحويلات النقدية المشروطة، وهو نظام دعم اجتماعي يستهدف الفئات ذات الدخل المنخفض، ويهدف إلى تحسين جودة الخدمات الصحية والتعليمية الأساسية المقدّمة لهذه الفئات. كما اتخذت الوكالات الحكومية المعنية خطوات لتعزيز إمكانية وصول الأفراد ذوي الدخل المحدود إلى برامج الدعم الاجتماعي التي توفر مصادر دخل بديلة وتتيح فرصًا للتوظيف.
وفي سياق تحسين كفاءة توزيع المساعدات الاجتماعية، استحدثت الحكومة نظامًا لتحديد النقاط يهدف إلى ضمان تقييم مستقل ودقيق لاستحقاق المستفيدين. يعتمد هذا النظام على مجموعة من المؤشرات الكمية التي تراعي تنوع فئات المساعدات واختلاف الظروف بين المناطق الجغرافية، بهدف تحقيق توزيع أكثر عدالة للدخل. ويتم التحقق من البيانات من خلال زيارات ميدانية يجريها باحثون اجتماعيون.
كما يسهم هذا النظام في تسهيل تبادل المعلومات بين المؤسسات الحكومية المختلفة، مما يدعم إنشاء قاعدة بيانات مركزية موحدة تتيح تحديد احتياجات المتقدمين بدقة، وتحد من تكرار حصول الأفراد على مساعدات مالية من أكثر من جهة في الوقت نفسه.
في عام 2011، أُنشئت وزارة الأسرة والسياسات الاجتماعية في تركيا، في خطوة عُدّت انعكاسًا لالتزام حكومة حزب العدالة والتنمية بتطوير الخدمات الاجتماعية. وقد خُصِّص للوزارة جزء كبير من الموازنة العامة لعام 2013، تجاوز مخصصات العديد من الوزارات الأخرى، إذ ارتفعت ميزانيتها السنوية من 8.8 مليار ليرة تركية في عام 2012 إلى 14.7 مليار ليرة تركية في عام 2013.
وساهم الأداء الاقتصادي القوي خلال تلك الفترة في توفير موارد إضافية للسياسات الاجتماعية. ففي عام 2002، شكّلت النفقات المخصصة للمساعدات والخدمات الاجتماعية ما نسبته 0.5% من الناتج المحلي الإجمالي. وبحلول عام 2011، ارتفع إجمالي الإنفاق الاجتماعي، بما في ذلك المخصصات المالية لوكالة الضمان الاجتماعي، إلى 1.42% من الناتج المحلي الإجمالي. ومن حيث القيمة المطلقة، ارتفع الإنفاق الاجتماعي من 1.376 مليار ليرة تركية في عام 2002 إلى 18.216 مليار ليرة تركية في عام 2012.